# WWE SmackDown
WWE SmackDown, también conocido como Friday Night SmackDown o simplemente como SmackDown, es un programa de televisión de entretenimiento deportivo de lucha libre profesional producido por la WWE. Se ha transmitido sin interrupciones todos los viernes desde su estreno del 22 de abril de 1999 hasta la fecha, desde Estados Unidos por medio de la cadena USA Network. SmackDown es el segundo programa principal después de RAW, cuyo programa es el principal de la empresa.
Hasta el 8 de septiembre de 2005, SmackDown! fue transmitido los jueves por la noche; desde el 16 de septiembre de 2005 hasta el 16 de enero de 2015, fue transmitido los viernes por la noche. El programa retornó a los jueves por la noche el 15 de enero de 2015. SmackDown! debutó originalmente en los Estados Unidos en el canal de televisión UPN el 22 de abril de 1999, pero después de la unión entre UPN y la WB, SmackDown! comenzó a ser transmitido por The CW en septiembre de 2006. El programa se mantuvo por dos años en The CW hasta que se decidió el cambio por el canal MyNetwork TV en octubre de 2008. SmackDown se mudó a Syfy el 1 de octubre de 2010 hasta el 7 de enero de 2016. Una semana después, el 14 de enero de 2016, SmackDown se mudó al canal hermano de Syfy, USA Network; desde el 11 de octubre de 2019 hasta el 6 de septiembre de 2024 se mudó al canal de televisión abierta FOX, con el nombre Friday Night Smackdown; y posteriormente se trasladó de nuevo a USA Network el 13 de septiembre de ese año.
Durante su historia, SmackDown ha sido transmitido desde 162 diferentes arenas, en 147 ciudades y pueblos, en 7 diferentes países (Estados Unidos, Canadá, Reino Unido, Irak (2006 y 2007) en el Tribute to the Troops, Japón (2005), Italia (2007) y México (2011). Debido a las diferencias de horario, SmackDown ha debido ser transmitido horas antes en Irlanda y el Reino Unido y un día antes en Australia, Canadá, Singapur y Filipinas que en los Estados Unidos, solo cuando no es en vivo, ya que en ese caso se transmite por defecto.
El 17 de octubre de 2014, el programa celebró su aniversario número 15 con un especial dedicado al tema. El 25 de mayo de 2016, se anunció en la página oficial WWE.com que desde el 26 de julio de 2016, SmackDown comenzó a ser emitido los martes por la noche, con transmisiones en vivo. Sin embargo, el show pasó a ser parte de los viernes por la noche manteniendo el formato de transmisiones en vivo.

## Historia

### Primeros años (1999–2009)

El primer logotipo de SmackDown! utilizado del 29 de abril de 1999 al 9 de agosto de 2001

WWF SmackDown! fue creado para competir contra el programa del jueves por la noche de World Championship Wrestling (WCW), Thunder. SmackDown!  se emitió por primera vez el 29 de abril de 1999, utilizando el set de Raw como un especial de televisión único en UPN. El 26 de agosto de 1999, SmackDown! debutó oficialmente en UPN como Thunder, SmackDown!, fue grabado los martes y luego transmitido los jueves. El nuevo programa de la WWF fue tan popular que la WCW trasladó Thunder a los miércoles para que no compitieran directamente. A lo largo de los inicios del programa, The Rock rutinariamente llamaba a SmackDown! "su programa", en referencia al hecho de que el nombre se deriva de uno de sus eslóganes, "Layeth the Smack down".
En la temporada 2004-05, Smackdown! tuvo una audiencia promedio de 5,1 millones de espectadores, lo que la convierte en la segunda serie con mayor audiencia de UPN detrás de America's Next Top Model. Con la cancelación de Star Trek: Enterprise, SmackDown! se mudó a su horario anterior los viernes por la noche para la temporada 2005-06, a partir del 9 de septiembre de 2005. Posteriormente, WWE anunció que el programa pasaría a llamarse Friday Night SmackDown. para enfatizar la nueva programación.
En enero de 2006, CBS Corporation y Warner Bros. Entertainment anunciaron que UPN y The WB se fusionarían para formar una nueva cadena conocida como The CW ese otoño. Como parte del anuncio, The CW anunció que renovaría Friday Night SmackDown! por dos temporadas más como parte de su calendario de lanzamiento, que se basó en los programas más sólidos de sus dos predecesores.El 22 de septiembre de 2006, Friday Night SmackDown! emitió su primer episodio en The CW.
The CW se negó a renovar SmackDown, lo que resultó en que la serie fuera retomada en octubre de 2008 por MyNetworkTV, una segunda cadena nueva que había sido formada por el Fox Entertainment Group para enfrentarse a ex afiliados de UPN y WB que no fueron seleccionados para unirse a The CW.Manteniendo su horario anterior de viernes por la noche, el estreno de la temporada de SmackDown en MyNetworkTV fue el programa de mayor audiencia esa noche en la cadena, con 3,2 millones de espectadores. Manteniendo su horario anterior de viernes por la noche, el estreno de la temporada de SmackDown en MyNetworkTV fue el programa de mayor audiencia esa noche en la cadena, con 3,2 millones de espectadores.

### Mudanza a Syfy y USA Network (2010–2019)
El 1 de octubre de 2010, como parte de un nuevo acuerdo de transmisión con NBCUniversal, SmackDown se mudó a Syfy, conservando su horario de viernes por la noche. Previo a este estreno de SmackDown, Michael Cole presentó un programa "previo al juego". La medida hizo que Syfy pagara cerca de 30 millones de dólares por el programa, en comparación con los 20 millones de dólares pagados por su antigua cadena MyNetworkTV.
Durante el episodio del 29 de agosto de 2011 de Raw, WWE disolvió la extensión de marca, permitiendo así que los artistas aparecieran en Raw y SmackDown en cualquier momento sin restricciones. El episodio del 14 de octubre de 2011 convirtió a SmackDown en la segunda serie de televisión episódica semanal de mayor duración en la historia de la televisión estadounidense (detrás de Raw, que superó esa marca el 1 de agosto de 2005). El 18 de enero de 2013, SmackDown celebró su episodio número 700.
El 10 de octubre de 2014, SmackDown celebró su 15 aniversario.Para ayudar a celebrar el 15.º aniversario, Stephanie McMahon salió primero, luego Laurinaitis y Long, respectivamente, este último siguió superándose entre sí para el evento principal de la noche hasta que McMahon decidió mantener la lucha por equipos de 15 hombres que Long sugirió, con la condición de que Laurinaitis y Long sean los capitanes de cada equipo como en WrestleMania XXVIII. El equipo de Long ganó el partido.El 16 de diciembre de 2014, SmackDown transmitió el episodio especial número 800 en vivo en el canal hermano de Syfy, USA Network, SuperSmackDown Live!, presentando un evento principal entre Dolph Ziggler y Seth Rollins. 
En enero de 2015, SmackDown volvió a tener un horario de jueves. Se esperaba que el regreso a los jueves por la noche ayudara a atraer una audiencia más joven a Syfy, así como más dólares en publicidad prémium de los especialistas en marketing, que tienden a gastar más para promocionar sus productos, especialmente estrenos de películas, en la noche cuando los consumidores se acercan al fin de semana.El último SmackDown transmitido un viernes por la noche tuvo 2,43 millones de espectadores con una cuota de audiencia de 0,7.El 7 de enero de 2016, SmackDown se mudó a USA Network y permaneció los jueves por la noche.Con la medida, los tres programas principales de la WWE (Raw, SmackDown y Tough Enough) se transmitirían en la misma cadena por primera vez.
El 25 de mayo de 2016, como parte de la reimplementación de la extensión de marca y división entre Raw y SmackDown, se anunció que SmackDown se trasladaría a los martes por la noche y se transmitiría en vivo.En el episodio del 11 de julio de 2016 de Raw, Vince McMahon nombró a Shane McMahon comisionado de SmackDown.Luego, la próxima semana en Raw, Daniel Bryan fue revelado como el nuevo Gerente General de SmackDown. El 22 de julio de 2016, el gerente general Daniel Bryan reveló el nuevo logo de SmackDown en su página oficial de Twitter, cambiando el nombre del programa a SmackDown Live. El 10 de abril de 2018, el comisionado de SmackDown, Shane McMahon, anunció que Daniel Bryan había regresado como luchador de tiempo completo de la WWE y nombró a Paige nueva gerente general.

### Mundanza a Fox (2019–2024)
El 26 de junio de 2018, Fox anunció un acuerdo de cinco años para transmitir SmackDown, en un acuerdo por valor de 205 millones de dólares al año. SmackDown debutaría el 4 de octubre de 2019, siendo su primer episodio el especial del 20 aniversario. Este también marcó el regreso de SmackDown a los viernes por la noche y el regreso de la programación de la WWE a Fox por primera vez desde que la cadena transmitió el episodio del 14 de noviembre de 1992 de Saturday Night's Main Event.El acuerdo se produjo cuando el contrato de transmisión anterior de WWE con USA Network para transmitir SmackDown y WWE Raw estaba a punto de expirar, y mientras Fox ha enfatizado cada vez más la programación deportiva en vivo y el entretenimiento sin guion a raíz de la próxima venta de sus estudios de cine a Disney. Fox esperaba adquirir Raw para la cadena Fox y SmackDown para FS1. Sin embargo, en medio de una situación de licitación competitiva, NBCUniversal centró sus esfuerzos en renovar Raw, liberando a Fox para dedicarse a SmackDown.En particular, Fox prometió una mayor cantidad de promoción para SmackDown durante su programación deportiva, así como un programa de estudio orientado a la WWE (WWE Backstage) en FS1.
Fox inició una campaña publicitaria de Wieden+Kennedy para el movimiento, "Todos somos superestrellas", para coincidir con el comienzo de la temporada de fútbol americano, revelando un nuevo logotipo y el restablecimiento del título de Friday Night SmackDown.
Desde el 13 de marzo de 2020, todos los espectáculos en gira de la WWE se cancelaron indefinidamente debido a la pandemia de COVID-19, y SmackDown, Raw y eventos PPV se transmitieron desde un estudio en el WWE Performance Center en Orlando, Florida, sin audiencia inicial. esa noche. El episodio siguiente también contó con Triple H como comentarista invitado y una presentación repetida del combate del Elimination Chamber por el Campeonato en Parejas de SmackDown del PPV titular el domingo anterior.El 17 de agosto, WWE anunció que SmackDown, Raw y eventos PPV se trasladarían del Performance Center al "WWE ThunderDome" en el Amway Center de Orlando, comenzando con SmackDown el 21 de agosto. El programa continuó transmitiéndose a puerta cerrada. puertas, pero con una audiencia virtual y una producción mejorada en el estadio. WWE volvió a presentar y realizar giras de espectáculos para las marcas SmackDown y Raw en junio de 2021.
Desde que se mudó a Fox, SmackDown ocasionalmente ha sido reemplazado por FS1 debido a conflictos con otra programación de Fox Sports que se transmite en horario estelar, particularmente la postemporada de las Grandes Ligas de Béisbol.En un caso, en octubre de 2019, debido a la Serie Mundial, una versión del episodio de una hora de duración se emitió en Fox el domingo siguiente por la tarde.
Junto con el evento Money in the Bank 2023, que se llevó a cabo en The O2 Arena en Londres, Inglaterra, el 1 de julio, el episodio de SmackDown del 30 de junio de 2023 se llevó a cabo en el mismo lugar y se transmitió en vivo por BT Sport en horario de máxima audiencia local por primera vez.El programa también se transmitiría por primera vez en otros dos países europeos en 2024. Junto con el evento Backlash 2024 el 4 de mayo, programado para el LDLC Arena en Décines-Charpieu, Lyon, Francia, el episodio de SmackDown del 3 de mayo se transmitirá por primera vez en otros dos países europeos en 2024. se llevará a cabo en el mismo estadio, siendo su primera transmisión desde Francia. Posteriormente, en conjunto con el evento Bash in Berlin del 31 de agosto, que se llevará a cabo en el Mercedes-Benz Arena de Berlín, Alemania, el episodio del 30 de agosto de SmackDown se llevará a cabo en el mismo lugar, marcando su primera transmisión desde Alemania.

### Regreso a USA Network (2024)
El 21 de septiembre de 2023 se anunció que SmackDown regresaría a USA Network en octubre de 2024, tras la expiración del contrato de WWE con Fox. Se informó que el acuerdo con NBCUniversal estaba valorado en 1400 millones de dólares durante cinco años, un aumento con respecto al acuerdo anterior. Como parte del trato, WWE producirá cuatro especiales en horario estelar para NBC por año,los cuales, más tarde se reveló que eran un segundo revival del Saturday Night's Main Event, que se estrenó mediante NBC en diciembre de 2024.
La fecha original de la vuelta de SmackDown a USA Network era el 4 de octubre de 2024, el quinto aniversario de su estreno en Fox, sin embargo, Fox había planeado originalmente mover los últimos tres episodios de SmackDown a FS1 para acomodar el estreno de Fox College Football en su antiguo horario.El 9 de mayo de 2024, USA Network anunció que SmackDown regresaría al canal el 13 de septiembre de 2024, conservando su horario de viernes por la noche.

## Episodios especiales

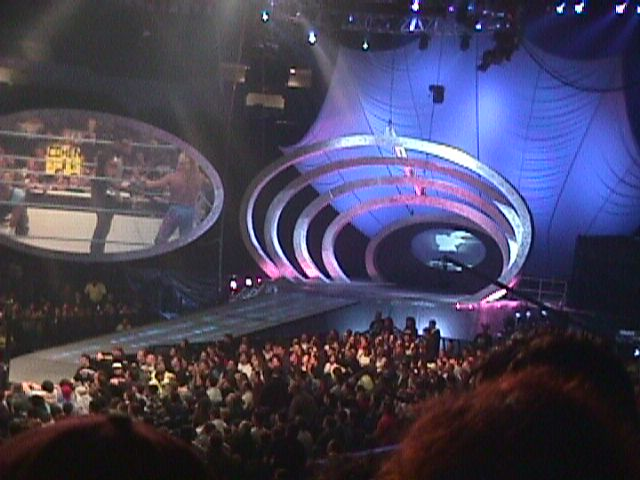
WWF (WWE) Smackdown en 7 de octubre de 1999, en el Nassau Coliseum - Long Island, Nueva York.